# 山崎正昭
山崎 正昭（1942年5月24日—），日本政治家。自由民主黨所属的參議院議員、參議院議長（第30代）。出身於福井縣大野市。
是自安井謙以来時隔36年曾擔任參議院副議長的參議院議長，也是首例從副議長退任後立即就任議長。
長男山崎利昭是大野市議會議員。

## 簡歷
- 1965年 日本大學法學部政治經濟學科畢業
- 1975年 當選大野市議會議員
- 1979年 當選福井縣議會議員
- 1985年 就任福井縣議會副議長
- 1991年 就任福井縣議會議長
- 1992年 第16屆日本參議院議員通常選舉，在福井縣選舉區作為自民黨候選人首次參選，順利當選
- 1996年 就任第一次橋本內閣的大藏政務次官
- 1998年 第18屆日本參議院議員通常選舉成功連任
- 2001年 就任參議院議院運營委員長
- 2003年 就任第二次小泉內閣的內閣官房副長官
- 2004年 第20屆日本參議院議員通常選舉第三次當選
- 2007年 就任自由民主黨參議院幹事長
- 2009年 由於健康問題辭任參議院幹事長
- 2010年 第22屆日本參議院議員通常選舉第四次當選
- 2012年 就任參議院副議長
- 2013年 就任參議院議長

## 荣誉

### 外国勋章奖章
- 奥兰治-拿骚骑士大十字勋章（荷兰，2014年10月25日公布[1]）：荷兰国王威廉-亚历山大于2014年10月29日至31日对日本进行国事访问。

## 外部連結
- 官方網站 （页面存档备份，存于）